# Trương Đình Quý
Trương Đình Quý là một sĩ quan cấp cao trong Quân đội nhân dân Việt Nam, hàm Trung tướng, từng là Chính ủy Trường Sĩ quan Lục quân 1 (2011–2017).

## Thân thế và sự nghiệp
Ông quê tại Hà Tĩnh.
Năm 2009, bổ nhiệm giữ chức Phó chính ủy Quân khu 4
Năm 2011, được bổ nhiệm làm Chính ủy Trường Sĩ quan Lục quân 1.
Năm 2017, ông nghỉ hưu
Thiếu tướng (2010), Trung tướng (12.2014)